# Jere Karjalainen
Jere Karjalainen, född 23 maj 1992 i Helsingfors, Finland, är en finländsk ishockeyspelare som spelar för Tappara i Liiga.